# Krysiaki (Mazovie)
Pour les articles homonymes, voir Krysiaki.
Krysiaki (prononciation : [krɨˈɕaki]) est un village polonais de la gmina de Myszyniec dans le powiat d'Ostrołęka de la voïvodie de Mazovie dans le centre-est de la Pologne.
Il se situe à environ 10 kilomètres au nord-est de Myszyniec (siège de la gmina), 42 kilomètres au nord d'Ostrołęka (siège du powiat) et à 139 kilomètres au nord de Varsovie (capitale de la Pologne).

## Histoire
De 1975 à 1998, le village appartenait administrativement à la voïvodie d'Ostrołęka.